# ذي أنفورجيفين (أغنية)
ذي أنفورجيفين (بالإنجليزية: The Unforgiven)‏، أغنية روك لفرقة الروك الأمريكية ميتاليكا، تنتمي إلى فئة «باور بالاد»، أي أغاني الروك الهادئة الممزوجة بأداء صوتي قوي وعاطفي في نفس الوقت. صدرت كثاني أغنية في ألبوم «ميتاليكا» والمشهور باسم «الألبوم الأسود». رغم أنها تعتبر أكثر أغاني هذا الألبوم هدوءا وذات إيقاع بطيء نسبيا، فإن تسلسلها التآلفي يجعلها من أكثر أنواع أغاني الروك قوةً. تتناول هذه الأغنية موضوع صراع الفرد ضد الخضوع ونضاله من أجل الحرية.
بعد ذلك، وكتتمة أو تكملة لهذه الأغنية، تم إصدار جزأن آخرين فيما بعد وهما، "ذي أنفورجيفين 2”، عن ألبوم "رليوود"، و "ذي أنفورجيفين 3"، عن ألبوم "داث ماغنتيك".